# Арша (приток Ошмы)
Арша — река в России, протекает в Тоншаевском районе Нижегородской области. Устье реки находится в 25 км по левому берегу реки Ошма. Длина реки составляет 16 км.
Исток реки в лесах восточнее деревни Ромачи в 18 км к востоку от посёлка Тоншаево. Река течёт на восток по ненаселённому лесу, в среднем течении протекает нежилую деревню Арша, впадает в Ошму напротив деревни Парфёново рядом с границей с Кировской областью.

## Данные водного реестра
По данным государственного водного реестра России относится к Камскому бассейновому округу, водохозяйственный участок реки — Вятка от города Котельнич до водомерного поста посёлка городского типа Аркуль, речной подбассейн реки — Вятка. Речной бассейн реки — Кама.
По данным геоинформационной системы водохозяйственного районирования территории РФ, подготовленной Федеральным агентством водных ресурсов:
- Код водного объекта в государственном водном реестре — 10010300412111100036740
- Код по гидрологической изученности (ГИ) — 111103674
- Код бассейна — 10.01.03.004
- Номер тома по ГИ — 11
- Выпуск по ГИ — 1